# تيغيرت
تقع الجماعة القروي تغيرت TIGHIRT على بعد 60 كيلومتر جنوب شرق مدينة تزنيت، وتمتد على مساحة 190 كلم مربع، وتحددها شمالا جماعة سيدي احمد أموسى، وجنوبا إفران الأطلس الصغير التابعة لإقليم كلميم، ومن الشرق تحدها جماعة بوطروش وإبضر، أما غربا فتحدها جماعة سبت النابور وجماعة أيت الرخاء.
ترتفع جماعة تغيرت عن سطح البحر بعلو يقدر بحوالي 1000م، ويغلب على تضاريسها الطابع الهضبي مع وجود بعض المناطق المنبسطة . أما على المستوى المناخي فيعتريها طقس يميل إلى الحرارة خلال الصيف والبرودة في الشتاء.
تنتمي تغيرت إلى قبائل إمجاض وهي قبائل تنتشر في مناطق شاسعة من غرب الأطلس الصغير، وتمتد بين خطي عرض29.30 و 29.20 و خطي طول 9.30 و 9.10 .
تقدر ساكنة الجماعة القروية تيغيرت التابعة اداريا إلى دائرة لخصاص إقليم سيدي إيفني جهة كلميم واد نون بحوالي بحوالي 6606  نسمة حسب الإحصاء العام للسكان والسكنى لسنة 2014 ، بعدما كانت في الماضي القريب تحت نفوذ عمالة إقليم تزنيت جهة سوس ماسة. وتبلغ الكثافة السكانية بها 39,45 نسمة في الكيلو متر مربع.
تيغيرت هي قرية أمازيغية مغربية وجماعة قروية وسط غربي المغرب. تنتمي «تيغيرت» لإقليم سيدي افني على الساحل الأطلسي. تضم هذه الجماعة القروية 6606 نسمة (إحصاء رسمي 2014).
الكاتب : إبراهيم فاضل

## دواوير الجماعة
دوار اسكيوار: بالأمازيغية ⵉⵙⴳⴳⵉⵡⴰⵔ يبعد عن جماعة تيغيرت حولي 5 كيلومتر عن طريق تغيرت - سيدي احمد اموسى، يمتاز الدوار بأشجار أركان وتحده سلسلة جبال قبيلتي امجاض و تزروالت. ويوجد بينه وبين دوار "بولجير" قلعة تاريخية مشهورة ب "أكادير ن تغوني" وهي معلمة تاريخية اسسها "السملاليين" وكانت قلعة هذا الجبل الشامخ سجنا للسلطان "مولاي علي الشريف العلوي" وولد فيه ابنه "المولي اسماعيل".